# 高階哲夫
高階 哲夫（たかしな てつお、1896年〈明治29年〉3月5日 - 1945年〈昭和20年〉4月17日）は、日本のヴァイオリニスト、作曲家、指揮者。本名は高階哲応、出生名は瀬木三五郎、筆名は小田進吾。博報堂の創設者である瀬木博尚は伯父にあたる。

## 経歴
富山県中新川郡滑川町（後の滑川市山王町）で誕生した。生家の瀬木家は富山藩に仕えた家柄で、父は開達小学校(現在の滑川市立田中小学校)の校長、その三男として生まれる。伯父の瀬木博尚は博報堂の創設者。
1901年（明治34年）に天台宗の寺院・長泉寺を継承する高階家の養子となり、1906年（明治39年）に「哲応」に改名した。
富山師範学校在学中に、先輩である浄誓寺の福井直秋の後を追い、東京音楽学校（後の東京芸術大学）への進学を決意し卒業後は1年余の浜加積尋常高等小学校訓導を経た。
1916年（大正5年）に東京音楽学校予科に入学した。本科器楽部ではヴァイオリンを専攻し、ドイツのヴァイオリニストであるグスタフ・クローンに師事した。
1921年(大正10年)3月の卒業式ではダビットの「我は小さき鼓手なり」変奏曲を独奏した。なお、(当時の)鈴木バイオリンの鈴木鎮一は、この年の卒業演奏を聴いたことにより欧州留学を決意している。
卒業後は東京女子音楽学校、日本音楽学校の講師を務めた。その一方で、多基永、芝祐孟、杉山長谷夫ら音楽家たちと共に室内楽運動を展開し、各地で演奏会を開催した。名バイオリン製作者として知られる宮本金八の第一号器(400円で購入)を愛用した。
1922年（大正11年）に、相澤ます子（村井満寿）と結婚した。この頃より、若手ヴァイオリニストの第一人者として次第に名声が高まった。

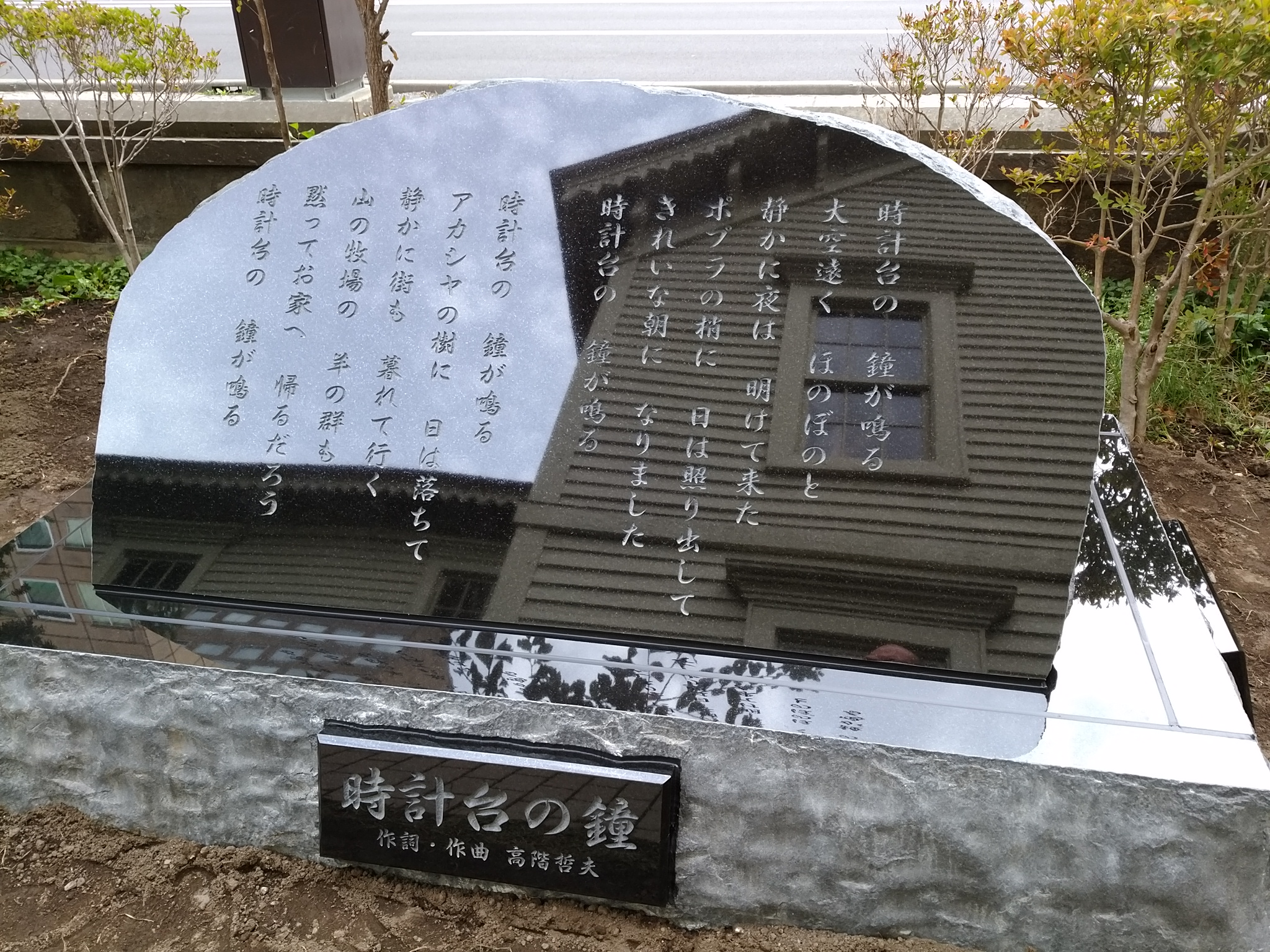
札幌市時計台敷地にある「時計台の鐘」歌碑

札幌での演奏会をきっかけに、札幌のシンボルとでもいうべき歌「時計台の鐘」を作詞・作曲した。札幌での演奏会の内容を酷評されて落胆したとき、時計台の鐘の音に慰められ、それをヒントに作曲したと伝えられている。
1923年(大正12年)12月23日に東京音楽学校奏楽堂で、伊達三郎、田中規矩士と演奏し、ベートーヴェントリオの基となる(『東京芸術大学百年史演奏編』より)。
1924年（大正13年）グスタフ・クローン指揮ベートーヴェン「第九」の本邦初演に出演。また、女優の川上貞奴が川上児童楽劇団を結成すると、その音楽指導にも当たった。この時の教え子の1人、女優の清川虹子によれば、教え方は非常に厳しく、「間違えるとヴァイオリンの弓で何度も叩く、怖い先生」だったという。
1928年（昭和3年）に初めての映画音楽として、牛原虚彦による映画『陸の王者』の主題歌「栄冠の歌」を作曲した。翌1929年（昭和4年）から松竹映画の音楽顧問を務め、日本初のトーキー映画『マダムと女房』を始めとする松竹製作の映画の音楽を手がけた。主題歌を作った映画の数は20本以上にのぼった。
1931年（昭和6年）に満寿と離婚。1934年（昭和9年）に松竹を退社し、同年に日本放送協会東京中央放送局の洋楽部員となり、同管弦楽団の指揮と作曲を担当した。
1936年（昭和11年）、小田進吾の名で島崎藤村の詩『朝』に曲をつけ、国民歌謡のヒット第一号となり、同じ筆名で薄田泣菫「白すみれ」、北原白秋「山は呼ぶ野は呼ぶ海は呼ぶ」などを作曲した。
1941年（昭和16年）には名古屋中央放送局管弦楽団の指揮者に転じて、1942年（昭和17年）、名古屋市で最後のリサイタルを開催した。1945年（昭和20年）に名古屋で、終戦を待たずして49歳で病死した。

## 著作
- 『バイオリン奏法の秘訣』共益商社書店、1926年。全国書誌番号:43045175。
- 「時計台の鐘」作詞/作曲
- 「栄冠の歌」作曲
- 「朝」作曲
- 「白すみれ」作曲
- 「山は呼ぶ野は呼ぶ海は呼ぶ」作曲
- 「飛行第五十五戦隊歌」作曲